# Arturo Squella Serrano
Juan Arturo Squella Serrano (Santiago de Chile, 16 de junio de 1950) es un científico chileno, químico y profesor titular de la Universidad de Chile.
Se desempeñó como decano de la Facultad de Ciencias Químicas y Farmacéuticas de dicha casa de estudios superiores, por el período que comprende los años 2018 a 2022. Previamente ejerció el mismo cargo, entre los años 2014 a 2018, y fue vicedecano de la unidad académica, entre 1998 y 2013.

## Biografía
Es hijo de Arturo Squella Avendaño y Juanita Serrano Lyon, finalizó sus estudios secundarios en el Colegio de los Sagrados Corazones de Santiago. Ingresó a la carrera de química de la Universidad de Chile el año 1969, titulándose de químico en 1975.
Doctor en ciencias por la Universidad de Huelva - España, profesor titular de la Universidad de Chile desde el año 1991.

### Matrimonio e hijos
Es casado con Beatriz Ovalle del Pedregal, con quien tiene tres hijos:
(Beatriz, profesora; Arturo, abogado, político y, Trinidad, actriz), y seis nietos. 

## Trayectoria académica
Ligado a la Facultad de Ciencias Químicas y Farmacéuticas de la Universidad de Chile hace más de cuarenta años, el profesor Squella Serrano se ha desempeñado como director del Departamento de Química Orgánica y Físico – Química (entre 1995 y 1998) y vicedecano del organismo universitario (entre 1998 y 2013). 
Ha publicado a la fecha más de 250 artículos científicos en revistas de corriente principal (ISI), en las especialidades de ciencias farmacéuticas, química analítica, electroanálisis, electroquímica, bioelectroquímica, físico-química, química, bioquímica y medicina. Las anteriores publicaciones y sus citas le dan un factor de impacto de H: 36.
Responsable de proyectos de investigación, ininterrumpidamente desde el año 1982, destacándose por ser investigador principal en 2 proyectos de líneas complementarias – Fondecyt y 9 proyectos de Fondecyt regulares. Se ha desempeñado como investigador patrocinante de 5 proyectos postdoctorales y coinvestigador de 8 proyectos Fondecyt regulares. Además ha liderado proyectos internacionales: 3 proyectos financiados por el Ministerio de Educación y Ciencia de España (ICI), 2 proyectos CNRS – Conicyt y 2 proyectos ECOS – Conicyt con Francia. 
Imparte docencia de pregrado desde el año 1975 en la Facultad de Ciencias Químicas y Farmacéuticas, en ramos propios de su especialidad (electroquímica, electroquímica aplicada, físico – química, físico – química farmacéutica, entre otros), para las carreras de química y farmacia, química, bioquímica e ingeniería en alimentos. Ha sido director y/o patrocinante de más de 100 tesis de licenciatura, conducentes a los títulos de químico – farmacéutico, bioquímico y químico en la Universidad de Chile.
Distinguido como mejor docente de pregrado de la Universidad de Chile (2005). 
A nivel de postgrado, compone los claustros académicos de los programas de doctorado en química, ciencias farmacéuticas y farmacología de la Universidad de Chile. Ha dirigido más de 12 tesis de doctorado en la Corporación. 
Miembro y coordinador del Grupo de Estudio de Química asesor de Conicyt para concursos FONDECYT (1988 – 2013). Miembro del Comité Editorial del Boletín de la Sociedad Chilena de Química (1996 – 2006). Evaluador de proyectos concursables en diversas líneas, de la Universidad de Chile, la Universidad de Santiago de Chile y la Universidad de Concepción. Evaluador – árbitro de revistas científicas internacionales de su disciplina. Desde el año 2013, compone el Consejo Superior de Ciencia de FONDECYT, dependiente de Conicyt. Miembro coordinador del grupo de docencia de pregrado para la construcción del Proyecto de Desarrollo Institucional (PDI) de la Universidad de Chile (2007). 
Es miembro de las siguientes sociedades científicas: Sociedad Chilena de Química (1977); Internacional BioelectrochemicalSociety (1983); Sociedad Iberoamericana de Electroquímica (1990); Association of OfficialAnalyticalChemists (1992); International Society of Electrochemistry (2000 – representante regional entre 2005 y 2006); y, EletrochemicalSociety (2005). 
Profesor visitante en las Universidades de Sevilla, Córdova – España, Libre de Bruselas y Huelva. 
Ejerce libremente la profesión desde el año 1995, como Perito de Patentes para el Instituto Nacional de Propiedad Industrial del Ministerio de Economía.
Fue Consejero del Consejo Superior FONDECYT por el período 2014 – 2016.
En el año 2019, por su aporte a la investigación y la docencia en electroquímica, electroanálisis y bioelectroquímica, ingresa como miembro a la Academia de Ciencias de América Latina (ACAL).
En Septiembre del año 2022 es elegido por sus pares académicos de la Facultad de Ciencias Químicas y Farmacéuticas de la Universidad de Chile como su representante ante el Senado Universitario de la corporación por el periodo 2022-2026.

### Decanato
Fue elegido en su primer período como decano de la Facultad de Ciencias Químicas y Farmacéuticas de la Universidad de Chile, con más del 70% de los votos del claustro académico del organismo universitario, siendo investido en su cargo el 30 de abril de 2014 por el Rector de la Corporación Víctor Pérez Vera.
Para el segundo período de decanatura, el Prof. Squella Serrano fue reelecto con un 64,7 por ciento de los votos válidamente emitidos, el día 5 de enero de 2018.